# Departamento de Transporte de Minnesota
El Departamento de Transporte de Minnesota (en inglés: Minnesota Department of Transportation, Mn/DOT) es la agencia estatal gubernamental encargada en la construcción y mantenimiento de toda la infraestructura ferroviaria, carreteras estatales; así como sus federales, locales e interestatales, y transporte aéreo del estado de Minnesota. La sede de la agencia se encuentra ubicada en Saint Paul, Minnesota y su actual director es Thomas K. Sorel.